# Lachy (województwo podlaskie)
Lachy – wieś w Polsce położona w województwie podlaskim, w powiecie hajnowskim, w gminie Narew.
Wieś duchowna, własność probostwa narewskiego, położona była w 1575 roku w powiecie brańskim w ziemi bielskiej województwa podlaskiego. W latach 1975–1998 miejscowość administracyjnie należała do województwa białostockiego.
Prawosławni mieszkańcy wsi należą do parafii Wniebowstąpienia Pańskiego w Klejnikach, a wierni kościoła rzymskokatolickiego do parafii Wniebowzięcia Najświętszej Maryi Panny i św. Stanisława Biskupa i Męczennika w Narwi.